# Лонгрид
Лонгри́д (англ. longread; long read — букв. «долгое чтение») — формат подачи журналистских материалов, спецификой которого является большое количество письменного текста, разбитого на части с помощью различных мультимедийных элементов: фото, видео, инфографики и прочих. Формат лонгрида в большей степени адаптирован к электронным носителям.
Важнейшим отличительным признаком является наличие содержательной основы, под которой фактически нужно понимать литературное произведение. Правильно выстроенный лонгрид должен восприниматься как целостная история. Часто лонгрид оформляется как отдельный сайт, со своей уникальной версткой, дизайном, что опять-таки отличает его от обычной статьи.

## История формата
Лонгрид возник давно. В практике существует такое явление, как Longform journalism (лонгформ). В противовес журналистике, которая тяготеет к коротким формам статей, лонгформ находится между «традиционной» статьей и новеллой. Он часто принимает форму творчески переработанной литературы non-fiction или текстов нарративной журналистики. Именно нарративная журналистика — первоисточник, база для появления нового формата. Пионером в создании «новой журналистики» (а после — и лонгридов) являются США. Уже с 60-х гг. XX века журналистские нарративы печатаются в «The New Yorker», «Harper», «Esquire».
Статья, написанная в стиле нарративной журналистики, обладает драматической структурой, которая развивается по принципу возникновения, развития и кульминации конфликта, с четко очерченной сюжетной линией. Главное отличие нарративных журналистских текстов — субъективный характер изложения истории, или сторителлинг, который необходим не для констатации фактов, а для раскрытия драматических событий общественной жизни, оформленных в качестве историй.
Особенности нарративной журналистики и сторителлинга справедливы и для мультимедийного лонгрида с той лишь разницей, что переход с печатного носителя в интернет-среду дает еще больше возможностей для раскрытия темы и создания связи с читателем: фото, видео, инфографика и пр.
Ближе всех к границе с лонгридом подошла литература non-fiction. Для документальной литературы характерно построение сюжетной линии исключительно на реальных событиях, с редкими вкраплениями художественного вымысла. При этом авторская точка зрения проявляется в отборе и структурировании материала, а также в оценке событий. Для документальной прозы характерны большой период времени, прошедший с момента описываемых событий, и воссоздание яркой, живой картины событий, психологического облика людей.

## Известные проекты
Первым лонгридом принято считать мультимедийный проект газеты The New York Times «Snow Fall», вышедший в 2012 году. Определяющим отличием от обычных материалов газеты было размещение всей истории на отдельной странице и совмещение частей статьи с помощью эффекта «параллакс». Название «Сноуфолл» стало именем нарицательным, а проект является классическим примером нового формата.
По данным одного из зарубежных исследований, девять из десяти наиболее цитируемых в социальных сетях публикаций газеты «Нью-Йорк Таймс» (The New York Times) — лонгриды, а самой цитируемой публикацией, собравшей только в социальной сети Facebook свыше 47 тыс. перепостов, оказался лонгрид объёмом в 10,5 тыс. слов об индонезийских нелегальных иммигрантах, стремящихся попасть в Австралию.
Первым российским лонгридом является материал на портале Loo.ch (на данный момент недоступен к просмотру) о перевале Дятлова.
Наиболее известные и качественные отечественные лонгриды: «Код доступа Termux» («Хабр»), «Земля отчуждения» («КоммерсантЪ»), «Вежливые люди» («Meduza»), «900 дней жизни. Хроники блокады» (спецпроект «ТАСС»), «Дни затмения» («Lenta.ru») и пр.

## Последствия
Популярность формата лонгрида обеспечила его регулярное появление на страницах изданий. Не только федеральные СМИ, но и региональные используют лонгрид для оформления материалов. Многие СМИ используют его как платформу, объединяющую серию больших материалов, как, например, интернет-газета Lenta.ru, которая выпустила несколько лонгридов под названием «Страна, которой нет».
Кроме того, СМИ и организации, занимающиеся бизнесом, не смогли недооценить коммерческий потенциал этого явления. Реклама, представленная в виде лонгридов, имеет большой успех среди аудитории, так как определенно является новым форматом, поэтому многие издания выбирают его для реализации специальных проектов. Также популярность лонгридов на российском рынке спровоцировала появление определенных компаний, которые предлагают создать рекламный лонгрид за вознаграждение.

## Альтернативные точки зрения
Расхождение мнений по поводу лонгридов в основном касаются его характеристик как формата или жанра. По мнению некоторых исследователей, лонгрид характеризуется, прежде всего, не объёмом информации, а глубиной проникновения в тему, содержанием уникальной и качественной информации, которая будет характеризовать журналиста как знатока данной темы. Мультимедийность, которая в большинстве источников указывается в качестве основной характеристики лонгрида, не имеет основополагающего значения, так как связана с трендом последних 10 лет, а не с новым явлением.
Другое мнение состоит в том, что лонгрид необходимо характеризовать как формат, использующийся для освещения только новых явлений и тенденций. Материал такого рода не получится написать о чём угодно, концентрироваться нужно только на актуальных явлениях.
Также иногда в качестве основной характеристики лонгрида приводится история, то есть, обязательно наличие завязки, развития и кульминации.

## Роль в контексте
Повышение популярности лонгридов привело к их распространению в различных СМИ. Большое количество интересных и неоднозначных событий, исторические справки и исследования оформляются как лонгрид и используются многими изданиями.
Также лонгриды стали объектом исследования ученых и теоретиков, занимающихся тенденциями СМИ и новых медиа в частности. В их работах раскрываются различные точки зрения на сущность понятия, причины популярности лонгридов и тенденции в их распространении и развитии.

## В массовой культуре
Тема лонгридов активно обсуждается в сети: многие блогеры высказываются по поводу того, насколько интересен такой формат предоставления информации, какие лонгриды более популярны и почему.
Tilda Publishing, специализированная платформа для создания интернет-материалов и лонгридов, составила в блоге рейтинг лонгридов с самым лучшим дизайном.
Также существует ряд статей, созданных профессиональными блогерами и обычными пользователями и посвящённых тому, как правильно выбрать тему для лонгрида, оформить его и преподнести.